# Гірниче машинобудування
Гірниче машинобудування — підгалузь машинобудування, яка виготовляє гірничо-шахтне, кар'єрне, свердловинне, збагачувальне та інше гірниче устаткування.
Зокрема, підприємства підгалузі виготовляяють:
- Бурове устаткування,
- гірничі машини і комплекси,
- гірниче кріплення,
- гірничий інструмент,
- гірничо-транспортне обладнання,
- рудникове електрообладнання,
- гірничорятувальне обладнання,
- рудникове вентиляційне обладнання тощо.